# Samson Kandie
Samson Kandie (* 20. April 1971; † 4. Oktober 2024 in Eldoret) war ein kenianischer Marathonläufer.

## Leben und Karriere
1998 wurde er Zweiter beim Prag-Marathon und Dritter beim Berlin-Marathon. 1999 siegte er bei den 25 km von Berlin in 1:13:58 h und wurde beim Berlin-Marathon erneut Dritter mit einer Bestzeit von 2:08:31 h.
2000 belegte er den dritten Platz in Prag. Beim Marathon der Weltmeisterschaften 2001 in Edmonton erreichte er nicht das Ziel; dafür gewann er in diesem Jahr den San-Sebastián-Marathon und den Marathon von Gunsan. 2002 siegte er beim Hokkaidō-Marathon und 2004 beim Vienna City Marathon.
Kandie wurde am 4. Oktober 2024 bei einem Überfall in der Nähe seines Hauses getötet. Er wurde 53 Jahre alt und hinterlässt seine Frau und eine Tochter.